# برودريك توماس
برودريك توماس (بالإنجليزية: Broderick Thomas)‏ هو لاعب كرة قدم أمريكية أمريكي، ولد في 20 فبراير 1967 في هيوستن في الولايات المتحدة.

## وصلات خارجية
- برودريك توماس على موقع مرجع كرة القدم المحترفة.كوم (الإنجليزية)